# لینلی فرام
لینلی فرام (به انگلیسی: Linley Frame) (زادهٔ ۱۲ نوامبر ۱۹۷۱) شناگر اهل استرالیا است.